# Confusacris xinjiangensis
Confusacris xinjiangensis is een rechtvleugelig insect uit de familie veldsprinkhanen (Acrididae). De wetenschappelijke naam van deze soort is voor het eerst geldig gepubliceerd in 2007 door Wang & Zheng.